# Verdings

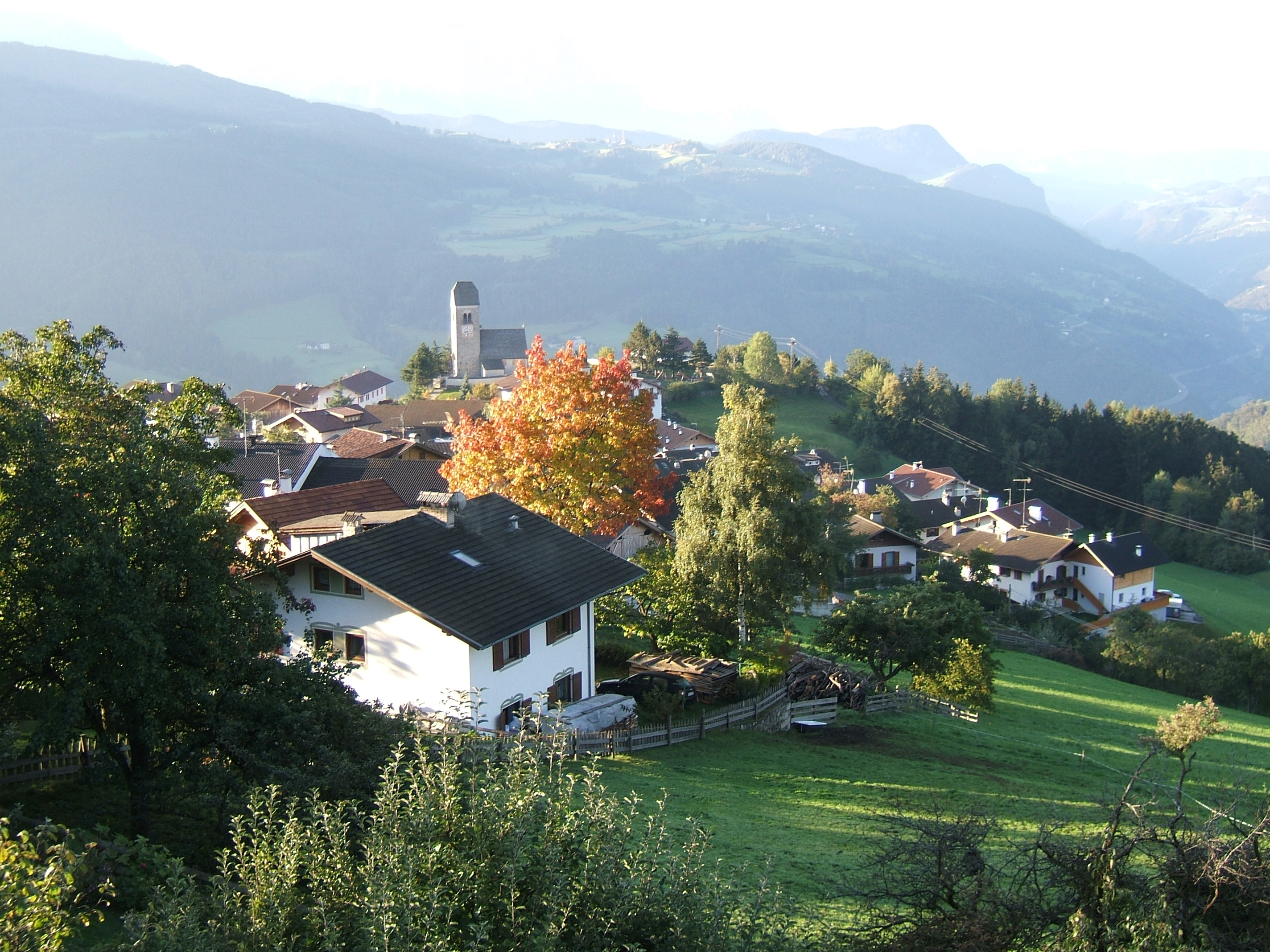
Ortskern von Norden

Verdings ([fɛrˈdiŋs], italienisch Verdignes) ist eine Fraktion der Gemeinde Klausen in Südtirol, Italien.
Verdings liegt auf der westlichen, orographisch rechten Seite des Eisacktals, ungefähr zwei Kilometer nördlich des Stadtzentrums von Klausen. Der Ort hat ungefähr 450 Einwohner und liegt auf rund 950 m auf einer Mittelgebirgsterrasse zwischen Eisack- und Tinnetal. Die Pfarrkirche von Verdings ist dem hl. Valentin von Rätien geweiht.

## Geschichte
Es sind ur- und frühgeschichtliche Siedlungsaktivitäten auszumachen. Auf dem Verdingser Kirchbühel gab es eine Wallburg aus dieser Zeit. Beim Moar zu Viersch und dem Gruber Hof ist eine größere Struktur aus der Römerzeit festgestellt worden, die bereits zu urgeschichtlichen Zeiten bestanden haben könnte.
Das früheste Schriftzeugnis ist von 1193 und lautet „Fridines“. Der Name geht wie Verdins bei Schenna auf ein vorrömisches, wohl rätisches Ausgangswort unbekannter Bedeutung zurück. Er zeigt das rätoromanische -es am Ende, was auf die ehemals ladinische Umgangssprache im Eisacktal zurückgeht. Ab dem 13. Jh. zeigen sich im Ortsnamen die Zeichen der Eindeutschung (1272: „Vordins“, 1453 erstmals wie heute „Verdings“).

## Bildung
In Verdings gibt es eine Grundschule für die deutsche Sprachgruppe.

## Persönlichkeiten
- Johann Waldboth jun. (1900–1956), über die Gemeindegrenzen hinaus bekannter Bauer vom Lackmüllerhof in Verdings. Er verwendete Heilkräuter zum Behandeln von  Krankheiten von Vieh und Mensch.[2]
- Gerhard Kerschbaumer (1991), italienischer Mountainbiker